# 丸山龍星
丸山 龍星（まるやま りゅうせい、1995年7月15日 - ）は、日本の俳優である。ライジングプロダクション所属。神奈川県出身。

## 人物
- 足のサイズは28cm。
- 原宿でのスカウトをきっかけに現在の事務所に所属。[1]
- 趣味はダンス、トレーニング。特技はバク転、乗馬、殺陣。全国乗馬倶楽部振興協会認定 5級ライセンスを取得している。[2]
- 三歳上の兄がいる。
- 同事務所のアーティストBuZZとプライベートでも親交が深く、刺激をもらえるライバルとしてインタビューで名前を挙げている。[3]
- 2022年6月10日にオフィシャルファンクラブ「Ryu Say's Room」がオープン。[4]2022年9月1日にfanplaにてリニューアルオープン。

## 出演

### 舞台
- ほしのこえ（2015年4月23日 - 27日、CBGKシブゲキ!!）
- SOLID STARプロデュースVol.4「三ツ星に願いを！」（2015年7月8日 - 12日、俳優座劇場）
- FLYING PIRATES ネバーランド漂流記-featuringGUY’S-（2015年9月18日 - 23日、新宿村LIVE） - スライトリー 役
- 片肌☆倶利伽羅紋紋一座「ざ☆くりもん」二〇一七年 新春三館同時本公演「冥途遊山」（2017年1月3日 - 9日、シアターグリーン BIG TREE THEATER） - 赤鬼 役
- キミとボクとの壊れた世界（2017年11月30日 - 12月3日、新宿シアターモリエール） - 主演・ルイ 役
- ミュージカル・リズムステージ「夢色キャスト」（2018年2月7日 - 11日、AiiA 2.5 Theater Tokyo） - 雨宮仁 役
- 劇団CATMINT#14「にわか雨」（2018年8月23日 - 26日、中目黒キンケロ・シアター） - 横木恒太朗 役
- SAB-on「比翼の人」（2019年4月3日 - 7日、テアトルBONBON） - 福勇太 役
- 劇団CATMINT#15「所以～ill luck syndrome～」（2019年4月10日 - 14日、赤坂RED/THEATER） - 糸井遥希 役
- Pave the Way STAGE１「寓話のゴーグル」（2020年1月13日 - 19日、劇場MOMO） - 主演・土久田蜜三郎 役
- 無情報 本公演Vol.5「スリッパ・ウェスタン」（2020年11月13日 - 16日、ザムザ阿佐谷） - 主演・スミス 役
- ミュージカル『新テニスの王子様』 - 毛利寿三郎 役
  - The Second Stage（2022年1月28日 - 2月27日、KAAT神奈川芸術劇場 ホール / TOKYO DOME CITY HALL / メルパルクホール大阪）
  - Revolution Live 2022（2022年10月6日 - 10日、幕張メッセ 幕張イベントホール）[5]
  - The Third Stage（2023年10月6日 - 11月12日、TOKYO DOME CITY HALL / メルパルク大阪 ホール / TACHIKAWA STAGE GARDEN）[6]
  - The Fifth Stage（2025年10月3日 - 11月16日〈予定〉、Kanadevia Hall / SkyシアターMBS / 土岐市文化プラザ サンホール）[7]
- プライムーン＆GS382 ―2022年に愛を込めて―（2022年5月12日 - 5月21日、品川プリンスホテル クラブeX） - 白金明 役[8]
- ワールドトリガー the Stage 大規模侵攻編（2022年8月5日 - 21日、品川プリンスホテル ステラボール / 京都劇場） - エネドラ 役
- Yumino Project「Re:turn ～過去と未来～」（2023年2月8日 - 12日、中目黒キンケロ・シアター）
- ミュージカル『モンブラン～黄昏のROUTE69～』（2023年6月21日 - 25日、CBGKシブゲキ!!） - マスター 役[9]
- 新ミュージカル『スタミュ』（2024年1月19日 - 28日、品川プリンスホテル ステラボール / 2月3日・4日、京都劇場） - 柊翼 役[10]
  - 新ミュージカル『スタミュ』-2ndシーズン-（2025年3月1日 - 9日、シアターH / 3月15日・16日、COOL JAPAN PARK OSAKA WWホール）[11]
- ミュージカル『薄桜鬼』 - 山南敬助 役
  - ミュージカル『薄桜鬼 真改』土方歳三篇（2024年4月13日・14日、AiiA 2.5 Theater Kobe / 4月19日 - 29日、天王洲 銀河劇場）[12]
  - ミュージカル『薄桜鬼』HAKU-MYU LIVE 4（2025年12月19日 - 21日、Zepp DiverCity TOKYO / 12月27日 - 28日、Zepp Osaka Bayside）[13]
- リーディング・ミュージカル『アンドレ・デジール 最後の作品』（2024年11月20日 - 24日、シアターH） - ペイネ 役 他[14]
- 笑いの実践集団 第3回公演 リーディングアクト『夏と夜と夢』（2025年1月14日 - 19日、シアター・アルファ東京）[15]
- 劇団CATMINT 第21回『所以 ～room for sympathy～』（2025年6月4日 - 8日〈予定〉、赤坂RED/THEATER）[16]
- 舞台『それってキセキ』（2025年7月31日 - 8月4日〈予定〉、シアター1010） - 主演・92 役[17][18]

### テレビドラマ
- 水球ヤンキース（2014年7月12日 - 9月20日、フジテレビ） - 生徒役レギュラー出演
- マネーの天使～あなたのお金、取り戻します!～（2016年1月7日 - 3月24日、読売テレビ・日本テレビ系） - 第3話ゲスト出演
- スキャンダル専門弁護士 QUEEN（2019年1月10日 - 3月14日、フジテレビ） - 第5話ゲスト出演
- 大富豪同心2（2021年5月28日 - 7月23日、NHK BSプレミアム） - 最終話ゲスト出演
- 明治開化 新十郎探偵帖（2020年12月11日 - 2021年2月5日、NHK BSプレミアム / NHK BS4K） - 最終話ゲスト出演

### 配信ドラマ
- 今際の国のアリス（2020年12月10日、Netflix） - ビーチメンバー出演

### 映画
- 鈍色のキヲク（2019年7月13日） - 杉崎健太 役

## コラボアイテム
- Kitson me 丸山龍星コラボアイテム（販売期間：2022年8月10日 - 9月21日）[19]